# Форма пересечений
Форма пересечений ориентированного компактного 4-мерного многообразия — определённая симметричная билинейная форма на 2-й группе когомологий многообразия.
Эта форма отражает большую часть топологии многообразия, в том числе информацию о наличии гладкой структуры.

## Определение
Форма пересечений
{\displaystyle Q_{M}\colon H^{2}(M;\mathbb {Z} )\times H^{2}(M;\mathbb {Z} )\to \mathbb {Z} }
определяется как
{\displaystyle Q_{M}(a,b)=\langle a\cup b,[M]\rangle .}
Если многообразие гладкое, то в определении можно пользоваться когомологиями де Рама, представив a и b 2-формами α и β. Тогда форма пересечений задаётся интегралом
{\displaystyle Q(a,b)=\int \limits _{M}\alpha \wedge \beta },
где {\displaystyle \wedge } обозначает внешнее произведение, см. внешняя алгебра.

## Связанные определения
- Сигнатура формы пересечений образуют важный инвариант, который называется сигнатурой многообразия.

## Двойственное определение
Двойственность Пуанкаре позволяет рассматривать форму пересечений как форму на 2-х группах гомологий.
Для этого надо представить элементы группы трансверсально пересекающимися поверхностями и затем посчитать число точек пересечения с кратностями +1 или −1 в зависимости от ориентации пересечения.

## Свойства
- Согласно формуле Ву, четырёхмерное спинорное многообразие имеет чётную форму пересечений, то есть Q(Х,Х) чётно для каждого X.
  - Для односвязных 4-мерных многообразий (или, в более общем случае, для многообразий без 2-кручения в первой гомологии) обратное также верно.
- 4-мерное многообразие является границей 5-мерного тогда и только тогда, когда оно имеет нулевую сигнатуру.
- 4-мерные спин-многообразия имеют сигнатуру, кратную восьми.
  - Более того, согласно теореме Рохлина, гладкие компактные 4-мерные спин-многообразия имеют сигнатуру, кратную 16.
- По теореме Фридмана, для любой унимодулярной симметрической билинейной формы над кольцом целых чисел существует односвязное замкнутое 4-мерное многообразие с такой формой пересечения. Более того:
  - Для чётных форм существует только одно такое многообразие.
  - Если форма нечётна, то существует два таких многообразия, и как минимум одно (возможно, оба) не имеет гладкой структуры.

Таким образом, два односвязных замкнутых гладких 4-мерных многообразия с одинаковой формой пересечения гомеоморфны.
- В нечётном случае два многообразия отличаются отличаются своими инвариантами Кёрби — Зибенманна.

- По теореме Дональдсона, если гладкое односвязное 4-мерное многообразие имеет положительно определенную форму пересечений, то она диагонализуема.
  - Отсюда следует существование большого числа несглаживаемых 4-мерных многообразий, например E8-многообразие.

## Вариации и обобщения
- Для неориентируемых 4-мерных многообразий аналогично строится форма пересечений с коэффициентами в {\displaystyle \mathbb {Z} /2\mathbb {Z} }.
- Форму пересечений возможно построить на многообразиях произвольной чётной размерности. При этом она является симметричной, если размерность делится на 4, и антисимметричной в противном случае.
  - Сигнатура 4n-мерного многообразия определяется как сигнатура его формы пересечений; она может быть вычислена из классов Понтрягина, см. также род многообразия.